# Parafia św. Anny w Giżycku
Parafia św. Anny – parafia prawosławna w Giżycku, w dekanacie Olsztyn diecezji białostocko-gdańskiej.
Na terenie parafii funkcjonuje 1 cerkiew:
- cerkiew św. Anny w Giżycku – parafialna

## Historia
Parafia została utworzona 14 grudnia 1947 r. Pierwszymi wiernymi byli dawni mieszkańcy Chełmszczyzny i Południowego Podlasia, przesiedleni w ramach akcji „Wisła”.

## Wykaz proboszczów
- 1947–1950 – ks. Anatol Bondar
- 1950–1958 – ks. Włodzimierz Ciechan
- 1958–1960 – ks. Ignacy Romaniuk
- 1960–1969 – ks. Paweł Białoboki
- 1969–1970 – ks. Witalis Czyżewski
- 1970–1974 – ks. Walerian Antosiuk
- 1974–2024 – ks. Jerzy Senejko[1]
- od 2024 – ks. Michał Pograniczny